# Anna Kociarz
Anna Kociarz, znana również jako Anna Kociarz-Konopińska (ur. 18 kwietnia 1974 w Krakowie) − polska aktorka teatralna i filmowa.

## Życiorys
W 1999 roku ukończyła studia na Akademii Teatralnej w Warszawie. 5 lutego 2000 roku miał miejsce jej debiut teatralny. Występowała w następujących teatrach:
- Teatr Wybrzeże w Gdańsku
- Teatr Atelier im. Agnieszki Osieckiej w Sopocie

## Filmografia
| Rok       | Tytuł                                | Rola                                            | Uwagi       |
| --------- | ------------------------------------ | ----------------------------------------------- | ----------- |
| 1998      | Złoto dezerterów                     | Helena, strażniczka w banku                     |             |
| 1999      | Na dobre i na złe                    | Marta                                           | odc. 8, 9   |
| 2000      | Twarze i maski                       | aktorka                                         | odc. 8      |
| 2000      | Świat według Kiepskich               | Euterpina                                       | odc. 68     |
| 2002      | Segment ’76                          | Baśka, kobieta Ryśka                            |             |
| 2002−2010 | Samo życie                           | Paulina, barmanka w klubie muzycznym „No Mercy” |             |
| 2003      | Lokatorzy                            | recepcjonistka Basia                            | odc. 162    |
| 2003      | Lokatorzy                            | Koconiowa                                       | odc. 175    |
| 2005      | Klan                                 | przedszkolanka w przedszkolu w Górze Kalwarii   | odc. 966    |
| 2005      | Skazany na bluesa                    | narkomanka                                      |             |
| 2005      | Boża podszewka II                    | kobieta w biurze PUR-u                          | odc. 1      |
| 2006      | Magda M.                             | klientka Bartka                                 | odc. 41     |
| 2006      | Kryminalni                           | Anita, była narzeczona Kozakiewicza             | odc. 59, 60 |
| 2007      | Sąsiedzi                             | Madzia, koleżanka Patrycji                      | odc. 138    |
| 2008      | Na Wspólnej                          | kobieta z ogłoszenia                            | odc. 1059   |
| 2009      | Miłość na wybiegu                    | kelnerka                                        |             |
| 2009      | Handlarz cudów                       | sprzedawczyni w sklepie spożywczym              |             |
| 2011      | Czarny czwartek. Jan Wiśniewski padł | żona taksówkarza                                |             |
| 2012      | Przyjaciółki                         | Justyna, matka Kacpra                           | odc. 7      |
| 2012–2013 | Przepis na życie                     | działaczka stowarzyszenia                       |             |
| 2015      | Powiedz TAK!                         | ekspedientka w salonie sukien ślubnych          | odc. 2      |
| 2016      | Na dobre i na złe                    | Michalina, matka Magdy                          | odc. 626    |
| 2017      | Wojenne dziewczyny                   | sekretarka Moosa                                | odc. 11     |
| 2018      | Pułapka                              | wychowawczyni w domu dziecka w Borowinie        | odc. 1      |
| 2018      | Kamerdyner                           | Rosalin von Wagner                              |             |
| 2019      | Komisarz Alex                        | Katarzyna Rawska, żona Konrada                  | odc. 149    |
| 2020      | Amatorzy                             |                                                 |             |
| 2020      | Kod genetyczny                       | ekspedientka                                    | odc. 4      |
| 2020      | Usta usta                            | podkomisarz Jolanta Stępień                     | odc. 38     |
| 2021      | Inni ludzie                          | matka Anety                                     |             |
| 2021      | Kamerdyner                           | Rosalin von Wagner                              |             |
| 2021      | Wanda Gertz                          | Wanda Gertz                                     |             |
| 2022      | Drgnienia                            | Anna                                            |             |
| 2023      | Emigracja XD                         | Vasilica                                        | odc. 9, 10  |
| 2023      | Imago                                | pielęgniarka na oddziale                        |             |
| 2023      | Polowanie                            | urzędniczka w szkole                            |             |
| 2024      | Bokser                               | pracownica socjalna w ośrodku                   |             |
| 2024      | Kolory zła. Czerwień                 | siostra Waldemara                               |             |
| 2024      | Rojst. Millenium                     | pijaczka Frania w latach 60.                    | odc. 2, 5   |
| 2024      | Supersiostry                         | nauczycielka rosyjskiego                        |             |

## Teatr Telewizji
Wystąpiła w roli Sary w spektaklu Teatru Telewizji „Książę niezłomny” (1998).

## Nagrody i odznaczenia
- Nagroda Teatralna Marszałka Województwa Pomorskiego z okazji Międzynarodowego Dnia Teatru (2001)
- Nagroda im. Agnieszki Osieckiej na XXIII Przeglądzie Piosenki Aktorskiej we Wrocławiu (2002)
- Nagroda na XIII  Międzynarodowym Festiwalu Teatralnym „Kontakt” w Toruniu dla najlepszego młodego twórcy, za rolę Maszy w Mewie A. Czechowa w Teatrze Wybrzeże w Gdańsku (2003)
- II Nagroda Aktorska na 60.  Kaliskich Spotkaniach Teatralnych za rolę Lindy w Śmierci komiwojażera w reż. Radka Stępnia, przedstawieniu Teatru Wybrzeże w Gdańsku (2020)
- Nagroda Prezydenta Miasta Gdańska w Dziedzinie Kultury z okazji jubileuszu 20-lecia pracy artystycznej (2020)[2]
- Nagroda Teatralna Miasta Gdańska za rolę Anny w spektaklu Życie intymne Jarosława K. w reż. Kuby Kowalskiego (2021)
- Wyróżnienie w 27. Ogólnopolskim Konkursie na Wystawienie Sztuki Współczesnej za rolę Anny Iwaszkiewicz w spektaklu Życie intymne Jarosława z Teatru Wybrzeże w Gdańsku (2022)

Źródło:.